# 小川正隆
小川 正隆（おがわ まさたか、1925年1月29日 - 2005年10月4日）は、日本の美術評論家。
静岡県出身。東京大学卒。1950年朝日新聞入社、学芸部、美術担当編集委員。80年富山県立近代美術館初代館長。88年嵯峨美術短期大学学長。浜村順の別名を持つ。

## 著書
- ヴィナス ギリシャ彫刻の歩み 浜村順 社会思想社 1964 現代教養文庫

## 編著
- 原色版美術ライブラリー 第20  抽象絵画 浜村順 みすず書房 1956
- ピカソ 写真で見る人間の記録 浜村順編 角川書店 1958
- 世界の美術 第3 イタリアの美術 14,5世紀 河出書房新社 1965
- 世界の美術 第30 ロダン,マイヨール 河出書房新社 1965
- 世界美術全集 第11 ルノワール 河出書房新社 1966
- 世界美術全集 第22 モディリアーニ,ユトリロ 河出書房新社 1967
- 人間国宝・伝統工芸 杉村恒写真 美術出版社 1967
- 現代日本美術全集 12 梅原竜三郎 集英社 1971
- 世界の名画 16 ルオーとフォーヴィスム 遠藤周作,高階秀爾共著 中央公論社 1973
- 日本の名画 48 林武 講談社 1973
- 日本の名画 29 杉山寧 講談社 1974
- 新潮美術文庫 2 ボッティチェルリ 新潮社 1975
- 日本の名画 3 安井曽太郎・梅原龍三郎・林武 / 原田実,益田義信共編著 講談社 1977.8
- 日本の名画 12 東山魁夷・杉山寧・徳岡神泉 吉村貞司,岩崎吉一共編著 講談社 1977.8
- 日本の名画 26 杉山寧 中央公論社 1977.11
- 巨匠の名画 7 ルソー 嘉門安雄共編 学習研究社 1977.7
- カンヴァス日本の名画 26 杉山寧 谷川徹三共著 中央公論社 1979.6
- 現代日本画全集 第15巻 髙山辰雄 / 高山辰雄共著 集英社 1981.2
- 20世紀日本の美術 3 杉山寧/松岡映丘 永井信一共編 集英社 1987.11
- 美しい日本 風景画全集5　下平正樹共編 ぎょうせい 1988.1